# Мукимьяр, Робина
Робина Мукимьяр Джалали (род. 3 июля 1986, Кабул) — афганский политик, глава национальной федерации лёгкой атлетики Афганистана, легкоатлетка, участница летних Олимпийских игр 2004 и 2008 годов. Наряду с Фрибой Резайе стала первой женщиной, выступившей на Олимпийских играх в составе сборной Афганистана, участница чемпионатов мира и Азии.

## Биография
Робина Мукимьяр родилась 3 июля 1986 года в Кабуле. Отец был бизнесменом в компьютерной сфере. В семье вместе с Робиной было 9 детей (7 девочек и 2 мальчиков). Робина работала в Kabul Bank. Заниматься спортом на международном уровне Мукимьяр смогла только после падения режима «Талибан». В феврале 2004 года Мукимьяр приняла участие в чемпионате Азии по лёгкой атлетике в помещении. Афганская бегунья стартовала на дистанции 60 метров, где уступила всем своим соперницам по забегу более 2 секунд. В марте 2004 года Мукимьяр должна была выступить на дистанции 60 метров на чемпионате мира в помещении, однако не вышла на старт соревнований.
В 2004 году Мукимьяр дебютировала на летних Олимпийских играх в Афинах, став, наряду с дзюдоисткой Фрибой Разайи, первой в истории Афганистана женщиной, включённой в состав сборной Афганистана для участия в Олимпийских играх. На Играх Мукимьяр приняла участие в беге на 100 метров. На старт соревнований Робина вышла в закрывающей её тело одежде и в хиджабе. В своём забеге 18-летняя афганская бегунья с результатом 14,14 с заняла 7-е место, сумев опередить сомалийскую спортсменку Фартун Абукар Омар. В 2014 году после дисквалификации украинки Жанны Пинтусевич Мукимьяр переместилась на 6-ю позицию.
В 2008 году Мукимьяр во второй раз приняла участие в беге на 100 метров на Олимпийских играх, заменив в составе сборной Мехбобу Андьяр, покинувшую незадолго до начала Игр тренировочный лагерь, с целью получения политического убежища в Норвегии. В первом раунде афганская бегунья выступала в пятом забеге и пришла к финишу последней, показав результат 14,80 с. Также это время стало слабейшим среди всех участниц соревнований. В 2009 году выступала на чемпионате мира в Берлине. На 100-метровке афганская бегунья показала результат 14,24 и выбыла из борьбы за медали.
В 2010 году баллотировалась в нижнюю палату Национальной ассамблеи Афганистана Волеси Джирга, но не набрала достаточно голосов. В 2018 году была выбрана в Волеси Джирга от Кабула. Также является вице-президентом национального олимпийского комитета Афганистана, занимаясь вопросами женщин в спорте. В январе 2020 года, получив максимально возможные 30 голосов делегатов, была избрана главой национальной федерации лёгкой атлетики Афганистана (ANAF).